# Таконе (Вибо Валенција)
Таконе је насеље у Италији у округу Вибо Валенција, региону Калабрија.
Према процени из 2011. у насељу је живело 33 становника. Насеље се налази на надморској висини од 270 м.